# 修正離散コサイン変換
修正離散コサイン変換（しゅうせいりさんコサインへんかん）または変形離散コサイン変換 (modified discrete cosine transform; MDCT) とは、離散時間信号のサンプル値の系列を時間領域から周波数領域へ変換する離散時間信号処理技法の一種である。
主にMP3やAAC、Vorbisといった音声圧縮などで用いられている。
逆変換は逆修正離散コサイン変換 (IMDCT) である。
MDCTは、窓を半分ずつ重複させながら変換を行う重複直交変換において、変換後のデータ量が増加しないように設計されている。
具体的には、Nの信号からN/2の係数列を出力する（信号は2回ずつ使われる）。
このような重複直交変換はELT(Extended Lapped Transform)で一般化されている。
完全再構成条件として、窓関数はPrincen-Bradley条件を満たす必要がある。
このような窓関数としてはMP3に用いられているsine窓や、Vorbis窓がある。
また、任意の分析用窓関数から条件を満たすMDCT用窓関数を導出する方法もあり、AACではカイザー窓を積和して得られるカイザー・ベッセル派生窓（KBD窓）が用いられている。
高速演算法としては、係数列をDCT-IVに変換する方法と、FFTに変換する方法がある。順変換、逆変換ともにN/2のバッファで実装可能である。